# Gare des Mureaux
La gare des Mureaux est une gare ferroviaire française de la commune des Mureaux, dans le département des Yvelines, en région Île-de-France.

## Situation ferroviaire
Établie à 28 mètres d'altitude, la gare des Mureaux est située au point kilométrique (PK) 40,289 de la ligne de Paris-Saint-Lazare au Havre, entre la gare des Clairières de Verneuil et celle d'Aubergenville-Élisabethville.

## Histoire
Les Mureaux (Meulan) est une gare de la Compagnie du chemin de fer de Paris à Rouen qu'elle met en service, comme sa ligne, le 9 mai 1843.
La gare devient, avec cette ligne, celle de la Compagnie des chemins de fer de l'Ouest de 1855 à 1909, puis de l'Administration des chemins de fer de l'État jusqu'à la création de la SNCF en 1938. 
De 1912 à 1948, elle était en correspondance avec la ligne de Bouafle à Meulan de la Compagnie des chemins de fer de grande banlieue.

## Fréquentation
De 2015 à 2023, selon les estimations de la SNCF, la fréquentation annuelle de la gare s'élève aux nombres indiqués dans le tableau ci-dessous.
| Année     | 2015      | 2016      | 2017      | 2018      | 2019      | 2020      | 2021      | 2022      | 2023      |
| --------- | --------- | --------- | --------- | --------- | --------- | --------- | --------- | --------- | --------- |
| Voyageurs | 3 943 190 | 4 054 618 | 4 152 039 | 4 169 211 | 4 212 499 | 1 739 778 | 3 678 320 | 4 588 884 | 4 883 031 |

## Service des voyageurs

### Desserte
La gare est desservie par les trains de la ligne J du Transilien (réseau Paris-Saint-Lazare).  Elle sert d'origine (missions PILA) aux heures de pointe du matin et de terminus (missions LOLA) aux heures de pointe du soir pour certains trains se dirigeant ou provenant de Paris-Saint-Lazare.

### Intermodalité
La gare est desservie par les lignes 5237, 5328 et 5341 du réseau de bus Centre et Sud Yvelines, par la ligne 7808 du réseau de bus Île-de-France Ouest, par la ligne 17 du réseau de bus du Mantois, par les lignes 4, 6, 7, 11, 21, 22, 23, 25, 26, 43, 58, 60, 61, 62, 66, 67, 68, 70, 73, 92, 93, Express 100, X419, A14 Les Mureaux, Soirée Les Mureaux et le service de transport à la demande du réseau de bus de Poissy - Les Mureaux et, la nuit, par la ligne N151 du réseau Noctilien.

## Projets

### Ligne E du RER
À l'horizon 2026, la ligne E du RER, à l'occasion de son prolongement vers Mantes-la-Jolie, devrait desservir la gare des Mureaux en remplacement de la ligne J.